# Donje defsko jezero
Donje defsko jezero (alb. Liqeni i Ulët i Defskos, srp. Доње дефско језеро) je veliko planinsko jezero na Kosovu . Donje Defsko jezero nalazi se na kosovskoj strani Šar planine, na obroncima Vraca planine. Vrlo je blizu izvora rijeke Radike koja izvire na Kosovu. Ovo jezero se nalazi na nadmorskoj visini od 2,112 m (6.929 ft) iznad razine mora.